# Гурушкин, Виктор Алексеевич
Виктор Алексеевич Гурушкин (22 декабря 1919, Московская губерния, РСФСР — 28 марта 2010, Москва, Российская Федерация) — советский государственный деятель, заместитель министра автомобильной промышленности СССР (1970—1984).

## Биография
После окончания Московского автомеханического института по распределению был направлен в Миасс, на Уральский автозавод, на котором прошёл трудовой путь от старшего мастера до генерального директора.
В 1960—1970 гг. — генеральный директор Уральского автомобильного завода. Под его руководством была налажена организация производства трёхосных автомобилей семейства «Урал».
В 1970—1984 гг. — заместитель министра автомобильной промышленности СССР по вопросам внешней торговли и внешнеэкономических связей. Одновременно В. А Гурушкин являлся членом Постоянной комиссии СЭВ по машиностроению. Руководил Управлением внешних сношений Минавтопрома СССР.
Выйдя в 1984 г. на пенсию, продолжал работать в должности заместителя главного инженера НАМИ, с 1992 по 1996 год — главный специалист Московской дирекции «УралАЗа».
Депутат Верховного Совета СССР 7 созыва.
В декабре 2009 г., к 90-летнему юбилею В. А. Гурушкина, на АЗ «Урал» состоялась презентация книги о нём «Эпоха Гурушкина: от „Захара“ до „Урала“».
Умер 28 марта 2010 года в Москве.

## Награды и звания
- орден Ленина,
- орден Октябрьской Революции,
- орден Трудового Красного Знамени,
- медаль «За оборону Москвы»,
- Медаль «За доблестный труд в Великой Отечественной войне 1941—1945 гг.»,
- Командор Ордена Заслуг перед ПНР

Лауреат Государственной премии СССР и премии Совета Министров СССР.